# Odruch toniczny błędnikowy
Odruch toniczny błędnikowy – odruch fizjologiczny polegający na zwiększeniu się napięcia mięśni zginaczy podczas ułożenia ciała „na brzuchu” oraz mięśni prostowników podczas ułożenia „na plecach”. Odruch ten pojawia się w pierwszym miesiącu życia.
Odruch ten toruje drogę do pozycji czworonożnej.